# 21-я гвардейская танковая бригада
21-я гвардейская танковая Житомирско-Венская дважды Краснознамённая орденов Суворова и Кутузова бригада — гвардейская танковая бригада Красной армии ВС СССР в годы Великой Отечественной войны.
Условное наименование — войсковая часть полевая почта (в/ч пп) № 36311.
Сокращённое наименование — 21 гв. тбр

## История формирования
Бригада была сформирована 10 января 1942 года, на основании директивы заместителя Народного комиссара обороны СССР № 723015сс от 3 января 1942 года, как 69-я танковая бригада. Формирование бригады проходило в Московском автобронетанковом центре Московского военного округа, на базе 149-го и 152-го отдельных танковых батальонов. Основное пополнение было получено от Московского и Сибирского военных округов. 16 января 1942 года бригада убыла на Северо-Западный фронт. Первое боевое крещение бригада приняла в районе Рамушево Ленинградской области.
С 12 июня по 25 августа 1942 года 69-я танковая бригада находилась на переформировании по новым штатам № 010/280 — 010/287 в городе Горький, после чего была отправлена в состав 66-й армии Сталинградского фронта. 19 ноября 1942 года 69-я танковая бригада вошла в состав 4-го танкового корпуса.
Приказом НКО СССР № 57 от 7 февраля 1943 года 4-й Сталинградский танковый корпус был преобразован в 5-й гвардейский Сталинградский танковый корпус, входившей в него 69-й танковой бригаде также было присвоено почётное звание «Гвардейская». Новый войсковой № 21-я гвардейская танковая бригада был присвоен на основании директивы ГШ КА № 36594 от 14 февраля 1943 года приказом Воронежского фронта № 008/07 от 19 февраля 1943 года. Фактическое переименование было произведено с запозданием, приказом 5-го гвардейского танкового корпуса № 010 от 29 марта 1943 года.

## Участие в боевых действиях
Период вхождения в действующую армию: 21 февраля 1943 года — 11 мая 1945 года, 9 августа 1945 года — 3 сентября 1945 года.
В феврале 1943 года бригада находясь в составе Воронежского фронта участвовала в Воронежско-Касторненской наступательной операции, в освобождении городов Харьков и Гайворон (16 февраля), Ахтырка (23 февраля), а также в оборонительной операции в районе Харькова.
С 3 часов 11 ноября 1943 года 21-я гвардейская танковая бригада вела тяжёлый бой с превосходящими силами противника в селе Саливонки, в результате которого потеряла 13 танков Т-70 и 3 танка Т-34. К 8 часам, не имея поддержки, вынуждена была отойти в направлении Германовка, к этому времени противник перерезал пути отхода в районе Василево—Людвиновка—Мировка. В 15 часов бригада прорвала кольцо окружения и вышла в район Германовка, потеряв при этом 2 танка Т-34 и 7 человек личного состава. При прорыве окружения, не дойдя 50 км до села Красное, идущий впереди колонны танк командира бригады был подбит тремя выстрелами из вражеского танка Пантера, командир бригады — гвардии полковник К. И. Овчаренко и находившийся с ним в танке начальник политотдела — гвардии подполковник Г. С. Полукарпов погибли, также был убит осколками ехавший на броне танка командир мотострелкового батальона — гвардии майор П. Я. Недайводин.
По завершении Великой Отечественной войны, бригада в составе 5-го гвардейского танкового корпуса была переброшена на Дальний Восток, где участвовала в Маньчжурской стратегической наступательной операции. Бригада принимала участие в освобождении городов Чанчунь, Мукден, Далянь, Люйшунь.

## Состав
при переформировании в гвардейскую по штатам № 010/270 — 010/277:
- Управление бригады (штат № 010/270)
- 1-й отдельный танковый батальон (штат № 010/271) (до 07.11.1943 149-й отб)
- 2-й отдельный танковый батальон (штат № 010/272) (до 07.11.1943 152-й отб)
- Мотострелково-пулемётный батальон (штат № 010/273)
- Истребительно-противотанковая батарея (штат № 010/274)
- Рота управления (штат № 010/275)
- Рота технического обеспечения (штат № 010/276)
- Медико-санитарный взвод (штат № 010/277)
- Рота ПТР (штат № 010/375)
- Зенитно-пулемётная рота (штат № 010/451)

Директивой ГШ КА № орг/3/2437 от 7 июня 1944 года переведена на штаты № 010/500 — 010/506:
- Управление бригады (штат № 010/500)
- 1-й отдельный танковый батальон (штат № 010/501)
- 2-й отдельный танковый батальон (штат № 010/501)
- 3-й отдельный танковый батальон (штат № 010/501)
- Моторизованный батальон автоматчиков (штат № 010/502)
- Зенитно-пулемётная рота (штат № 010/503)
- Рота управления (штат № 010/504)
- Рота технического обеспечения (штат № 010/505)
- Медсанвзвод (штат № 010/506)

## Подчинение
| Подчинение     | Подчинение           | Подчинение                     | Подчинение                      | Подчинение |
| Дата           | Фронт (округ)        | Армия                          | Корпус                          | Примечания |
| -------------- | -------------------- | ------------------------------ | ------------------------------- | ---------- |
| 1.03.1943 года | Воронежский фронт    | -                              | 5-й гвардейский танковый корпус | -          |
| 1.04.1943 года | Воронежский фронт    | 40-я армия                     | 5-й гвардейский танковый корпус | -          |
| 1.05.1943 года | Воронежский фронт    | -                              | 5-й гвардейский танковый корпус | -          |
| 1.06.1943 года | Воронежский фронт    | -                              | 5-й гвардейский танковый корпус | -          |
| 1.07.1943 года | Воронежский фронт    | -                              | 5-й гвардейский танковый корпус | -          |
| 1.08.1943 года | Воронежский фронт    | 6-я гвардейская армия          | 5-й гвардейский танковый корпус | -          |
| 1.09.1943 года | Воронежский фронт    | 6-я гвардейская армия          | 5-й гвардейский танковый корпус | -          |
| 1.10.1943 года | Воронежский фронт    | -                              | 5-й гвардейский танковый корпус | -          |
| 1.11.1943 года | 1-й Украинский фронт | 38-я армия                     | 5-й гвардейский танковый корпус | -          |
| 1.12.1943 года | 1-й Украинский фронт | 38-я армия                     | 5-й гвардейский танковый корпус | -          |
| 1.01.1944 года | 1-й Украинский фронт | -                              | 5-й гвардейский танковый корпус | -          |
| 1.02.1944 года | 1-й Украинский фронт | 6-я танковая армия             | 5-й гвардейский танковый корпус | -          |
| 1.03.1944 года | 2-й Украинский фронт | 6-я танковая армия             | 5-й гвардейский танковый корпус | -          |
| 1.04.1944 года | 2-й Украинский фронт | 6-я танковая армия             | 5-й гвардейский танковый корпус | -          |
| 1.05.1944 года | 2-й Украинский фронт | 6-я танковая армия             | 5-й гвардейский танковый корпус | -          |
| 1.06.1944 года | 2-й Украинский фронт | 6-я танковая армия             | 5-й гвардейский танковый корпус | -          |
| 1.07.1944 года | 2-й Украинский фронт | 6-я танковая армия             | 5-й гвардейский танковый корпус | -          |
| 1.08.1944 года | 2-й Украинский фронт | 6-я танковая армия             | 5-й гвардейский танковый корпус | -          |
| 1.09.1944 года | 3-й Украинский фронт | 6-я танковая армия             | 5-й гвардейский танковый корпус | -          |
| 1.10.1944 года | 2-й Украинский фронт | 6-я гвардейская танковая армия | 5-й гвардейский танковый корпус | -          |
| 1.11.1944 года | 2-й Украинский фронт | 6-я гвардейская танковая армия | 5-й гвардейский танковый корпус | -          |
| 1.12.1944 года | 2-й Украинский фронт | 6-я гвардейская танковая армия | 5-й гвардейский танковый корпус | -          |
| 1.01.1945 года | 2-й Украинский фронт | 6-я гвардейская танковая армия | 5-й гвардейский танковый корпус | -          |
| 1.02.1945 года | 2-й Украинский фронт | 6-я гвардейская танковая армия | 5-й гвардейский танковый корпус | -          |
| 1.03.1945 года | 2-й Украинский фронт | 6-я гвардейская танковая армия | 5-й гвардейский танковый корпус | -          |
| 1.04.1945 года | 3-й Украинский фронт | 6-я гвардейская танковая армия | 5-й гвардейский танковый корпус | -          |
| 1.05.1945 года | 2-й Украинский фронт | 6-я гвардейская танковая армия | 5-й гвардейский танковый корпус | -          |
| 1.08.1945 года | Забайкальский фронт  | 6-я гвардейская танковая армия | 5-й гвардейский танковый корпус | -          |
| 9.08.1945 года | Забайкальский фронт  | 6-я гвардейская танковая армия | 5-й гвардейский танковый корпус | -          |
| 3.09.1945 года | Забайкальский фронт  | 6-я гвардейская танковая армия | 5-й гвардейский танковый корпус | -          |

## Командование бригады

### Командиры бригады
- Овчаренко, Кузьма Иванович (07.02.1943 — 11.11.1943), гвардии полковник (убит 11.11.1943);
- Волков, Юрий Уарович (12.11.1943 — 14.11.1943), гвардии подполковник;
- Михайличенко, Иван Денисович[12] (14.11.1943 — 25.05.1944), гвардии майор (убыл на учёбу)[13][14];
- Ковалёв, Никита Григорьевич (25.05.1944 — 26.11.1944), гвардии подполковник;
- Третьяк Иван Лукич (24.08.1944 — 10.1944), гвардии подполковник (ИО);
- Третьяк, Иван Лукич (26.11.1944 — 07.01.1945), гвардии подполковник (7.01.1945 тяжело ранен)[15];
- Остапенко, Иван Кириллович (26 — 29.12.1944[16]; 07.01.1945), гвардии полковник (ИО);
- Белоглазов, Иван Дмитриевич (08.01.1945 — 23.04.1945), гвардии полковник;
- Горлач, Иван Афанасьевич[17] (24.04.1945 — 07.08.1945), гвардии подполковник;
- Третьяк Иван Лукич (08.08.1945 — 20.12.1945), гвардии подполковник[18][19]

### Заместители командира бригады по строевой части
- Ковалёв Никита Григорьевич (20.01.1944 — 00.03.1944), гвардии подполковник;
- Третьяк Иван Лукич (00.05.1944 — 26.11.1944), гвардии подполковник;
- Остапенко Иван Кириллович[20] (11.1944 — 20.01.1945), гвардии полковник.

### Заместители командира бригады по политической части
- Полукаров Георгий Степанович (07.02.1943 — 16.06.1943), гвардии майор[21]

### Начальники штаба бригады
- Ермилов Пётр Михайлович (02.1943 — 07.1943), гвардии майор;
- Кулешов Степан Иванович (05.1943), гвардии майор;
- Быков (07.1943 — 08.1943), гвардии майор;
- Серебрянский (08.1943 — 11.1943), гвардии майор;
- Михайличенко Иван Денисович (11.1943 — 14.11.1943), гвардии майор;
- Андронников Николай Григорьевич (14.11.1943 — 00.07.1944), гвардии капитан;
- Алендрасов Константин Петрович (05.07.1944 — 20.12.1945), гвардии майор, гвардии подполковник[22]

### Начальники политотдела, с 06.1943 он же заместитель командира по политической части
- Мардашев Павел Сергеевич (07.02.1943 — 16.06.1943), гвардии майор;
- Полукаров Георгий Степанович (16.06.1943 — 11.11.1943), гвардии майор, гвардии подполковник(убит 11.11.1943);
- Михайлов Василий Егорович (07.02.1944 — 20.12.1945), гвардии майор, гвардии подполковник[21].

## Отличившиеся воины
19 воинов бригады были удостоены звания Героя Советского Союза:
|  | Бочарников, Иван Петрович    | командир танковой роты 2-го танкового батальона              | гвардии | 25.08.1944 | погиб в бою 11 ноября 1943 года, похоронен в селе Гребёнки                               |
|  | Бурмак, Григорий Васильевич  | командир танкового взвода 1-го танкового батальона           | гвардии | 24.03.1945 |                                                                                          |
|  | Гладков, Борис Васильевич    | командир танка 3-го танкового батальона                      | гвардии | 24.03.1945 | погиб в бою 13 апреля 1945 года, похоронен в посёлке Кумачёво                            |
|  | Евсеенко, Владимир Романович | механик-водитель танка 1-го танкового батальона              | гвардии | 24.03.1945 |                                                                                          |
|  | Иванов, Василий Харламович   | младший механик-водитель танка Т-34 3-го танкового батальона | гвардии | 24.03.1945 |                                                                                          |
|  | Ковалёв, Никита Григорьевич  | командир 1-го танкового батальона                            | гвардии | 24.04.1944 |                                                                                          |
|  | Космачёв, Михаил Михайлович  | механик-водитель танка Т-34 3-го танкового батальона         | гвардии | 24.03.1945 | пропал без вести 23 декабря 1944 года в районе населённого пункта Соколаш, Словакия      |
|  | Кузнецов, Евгений Иванович   | командир танка Т-34 152-го танкового батальона               | гвардии | 10.01.1944 | пропал без вести 7 августа 1943 года                                                     |
|  | Куликов, Фёдор Алексеевич    | механик-водитель танка 1-го танкового батальона              | гвардии | 24.03.1945 |                                                                                          |
|  | Лагутин, Василий Николаевич  | командир 2-го танкового батальона                            | гвардии | 24.04.1945 |                                                                                          |
|  | Макаров, Михаил Андреевич    | стрелок-радист танка 1-го танкового батальона                | гвардии | 24.03.1945 |                                                                                          |
|  | Миловидов, Вадим Сергеевич   | стрелок-радист танка 1-го танкового батальона                | гвардии | 24.03.1945 |                                                                                          |
|  | Мурашов, Павел Романович     | механик-водитель танка 3-го танкового батальона              | гвардии | 24.03.1945 | 19 марта 1945 года погиб в бою на территории Венгрии, похоронен в посёлке Искасентдьёрдь |
|  | Овчаренко, Кузьма Иванович   | командир бригады                                             | гвардии | 10.01.1944 | погиб в бою 11 октября 1943 года                                                         |
|  | Панчиков, Василий Иванович   | командир орудия 3-го танкового батальона                     | гвардии | 24.03.1945 | погиб в бою 11 декабря 1944 года                                                         |
|  | Руднев, Василий Дмитриевич   | командир орудия танка 1-го танкового батальона               | гвардии | 24.03.1945 |                                                                                          |
|  | Третьяк, Иван Лукич          | командир бригады                                             | гвардии | 28.04.1945 |                                                                                          |
|  | Хомяков, Василий Сергеевич   | командир танка Т-34-85 3-го танкового батальона              | гвардии | 24.03.1945 | погиб в бою 25 августа 1944 года, похоронен в городе Текуч, Румыния                      |
|  | Шевцов, Георгий Георгиевич   | командир башни танка 1-го танкового батальона                | гвардии | 24.03.1945 | погиб в бою 9 января 1945 года у населённого пункта Хотин, Словакия, где и похоронен     |

## Танкисты-асы
| Ф. И.О                    | Должность                               | Звание                    | Победы | Типы танков | Обстоятельства подвигов                                      |
| ------------------------- | --------------------------------------- | ------------------------- | ------ | ----------- | ------------------------------------------------------------ |
| Гладков, Борис Васильевич | командир танка 3-го танкового батальона | гвардии младший лейтенант | 7      |             | в конце августа 1944 года, из них — 6 САУ, а также 10 орудий |

## Награды и почётные наименования
| Награда (наименование)              | Дата награждения                                                                | За что получена |
| ----------------------------------- | ------------------------------------------------------------------------------- | --- |
| Почётное звание «Гвардейская»       | присвоено приказом Народного комиссара обороны СССР № 57 от 7 февраля 1943 года | за проявленную отвагу в боях за Отечество с немецкими захватчиками, за стойкость, мужество, дисциплину и организованность, за героизм личного состава (преобразована в составе 5-го гвардейского танкового корпуса) |
| Почётное наименование «Житомирская» | присвоено приказом Верховного главнокомандующего № 53 от 1 января 1944 года     | в ознаменование одержанной победы и отличия в боях за освобождение города Житомир |
| Почётное наименование «Венская»     | присвоено приказом Верховного главнокомандующего № 085 от 17 мая 1945 года      | в ознаменование одержанной победы и отличия в боях за овладение городом Вена |
| Орден Красного Знамени              | награждена указом Президиума Верховного Совета СССР от 8 апреля 1944 года       | за образцовое выполнение заданий командования при форсировании Днестра, овладении городом и важным железнодорожным узлом Бельцы, выход на государственную границу и проявленные при этом доблесть и мужество |
| Орден Красного Знамени              | награждена указом Президиума Верховного Совета СССР от 20 сентября 1945 года    | за образцовое выполнение заданий командования в боях против японских войск на Дальнем Востоке при прорыве Маньчжуро-Чжалайнурского и Халун-Аршаиского укреплённых районов, форсировании горного хребта Большой Хинган, овладении городами Чанчунь, Мукден, Цицикар, Жэхэ, Дайрэн, Порт-Артур и проявленные при этом доблесть и мужество |
| Орден Суворова II степени           | награждена указом Президиума Верховного Совета СССР от 19 мая 1944 года         | за образцовое выполнение заданий командования в боях с немецкими захватчиками, за овладение городами Рымникул Сэрат (Рымник) и Фокшаны, проявленные при этом доблесть и мужество |
| Орден Кутузова II степени           | награждена указом Президиума Верховного Совета СССР от 5 апреля 1945 года       | за образцовое выполнение заданий командования в боях с немецкими захватчиками при овладении городом Будапешт и проявленные при этом доблесть и мужество |

## Послевоенная история
20 декабря 1945 года, на основании приказа НКО СССР № 0013 от 10 июня 1945 года, 21-я гвардейская танковая бригада была преобразована в 21-й гвардейский танковый Житомирско-Венский дважды Краснознамённый орденов Суворова и Кутузова полк (в/ч 36311) 5-й гвардейской танковой Сталинградско-Киевской ордена Ленина Краснознамённой орденов Суворова и Кутузова дивизии Забайкальского военного округа.
29 июня 1957 года 5-я гвардейская танковая дивизия была переформирована в 122-ю гвардейскую мотострелковую дивизию, при этом 21-й гвардейский танковый полк вошёл в её состав.
1 июня 2009 года 122-я гвардейская мотострелковая дивизия была переформирована в 35-ю отдельную гвардейскую мотострелковую бригаду, а 21-й гвардейский танковый полк расформирован.